# 冷溪卫队
高士廉衛隊（英語：Coldstream Guards，或譯為高士廉衛隊），是英國御林軍的一支步兵衛隊，也是英國陸軍持續在役歷史最長的步兵部隊。
高士廉衛隊的歷史可追溯至英國內戰時期。1650年，效命議會派的喬治·蒙克按照英格蘭聯邦領袖奧利弗·克倫威爾的命令，在蘇格蘭冷溪編組了一支以自己為名的步兵軍團，以擴充「新模範軍」軍力。克倫威爾去世後，英國議會決定恢復君主制，並迎回流亡的查理二世。蒙克在1660年向查理二世宣誓效忠，並開始解散新模範軍。不過，蒙克的步兵軍團在解散前夕鎮壓了倫敦的五國黨人叛亂，促使查理二世決定保留一支常備御林軍，以保衛首都及王室成員。蒙克的步兵軍團在1661年象徵式解散後，旋即再向查理二世宣誓，並成為御林軍排行第二的步兵衛隊。蒙克在1670年去世後，這支步兵衛隊則改稱為「高士廉衛隊」。
高士廉衛隊成為御林軍一員後，參與了英國多場重要戰役，包括西班牙王位繼承戰爭、奧地利王位繼承戰爭、七年戰爭、美國獨立戰爭及拿破崙戰爭，逐漸以善戰而聞名海外。後來高士廉衛隊又參與克里米亞戰爭、第二次波耳戰爭、第一次世界大戰和第二次世界大戰，並在戰後協助英國鎮壓馬來亞共產黨、塞浦路斯鬥士國家組織、肯雅茅茅起義及北愛爾蘭衝突。冷戰結束後，高士廉衛隊第一營於1986至1988年曾駐守在香港的赤柱軍營，而在歷史上第一位亦是最後一位，在任內死亡的港督尤德爵士的扶靈衛隊，正是他們。其後在1991年隨同聯軍參與海灣戰爭，更在1993年到波斯尼亞執行維持和平任務。踏入21世紀，高士廉衛隊繼續兼具國家禮儀及海外作戰雙重職責，並參與了阿富汗戰爭及伊拉克戰爭。

## 歷史

### 英國內戰
高士廉衛隊起源於英國內戰時期，奧立佛·克倫威爾允許佐治·蒙克上校組建自己的兵團，作為新模範軍的一部分。蒙克從圓顱黨的乔治·芬威克和亚瑟·黑塞尔瑞格的兵團中，各取得五個連的士兵，並於1650年8月13日組建了蒙克的步兵團。不到兩星期後，這支部隊參加了鄧巴戰役，圓顱黨在這場戰役中擊敗了查理·斯圖亞特的軍隊。
護國公理察·克倫威爾退位後，蒙克擁護斯圖亞特家族，並於1660年1月1日越過陶域河北岸的鄉村高士廉進入英格蘭，從那裡花了五星期行軍到倫敦。他於2月2日抵達倫敦，並幫助英國恢復了君主制。由於他的貢獻，蒙克被授予嘉德勳章，他的兵團被指派在倫敦維持治安。然而，新議會很快下令將他的兵團與新模範軍旗下的所有兵團一起解散。
在此之前，議會被迫依靠蒙克的步兵團來幫助鎮壓湯馬士·威納領導的五國黨人在1661年1月6日的叛亂。該團擊敗了叛軍，於2月14日以新模範軍的一員象徵性地放下他們的武器，並馬上接受命令成為一支皇家兵團，蒙克將軍的步兵衛隊是組成英國御林軍的一部分。
該團被編排為御林軍中排行第二的步兵衛隊。原因在於該團比步兵衛隊第一團較後宣誓效忠國王，但它當即通過採用了首屈一指Nulli Secundus的格言以示其歷史比擲彈兵衛隊更為悠久。該團在與其他步兵衛隊一起檢閱操演必定排列於隊伍的最左側以示不落其後。當蒙克於1670年去世時，克雷文伯爵接管了該團的指揮權，並採用了一個新名稱高士廉步兵衛隊。

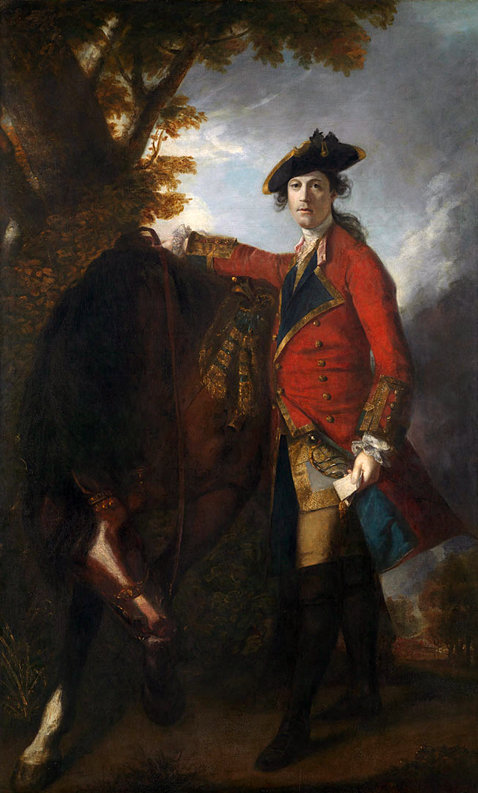
羅拔·奧姆中尉（1756年），約書亞·雷諾茲爵士作
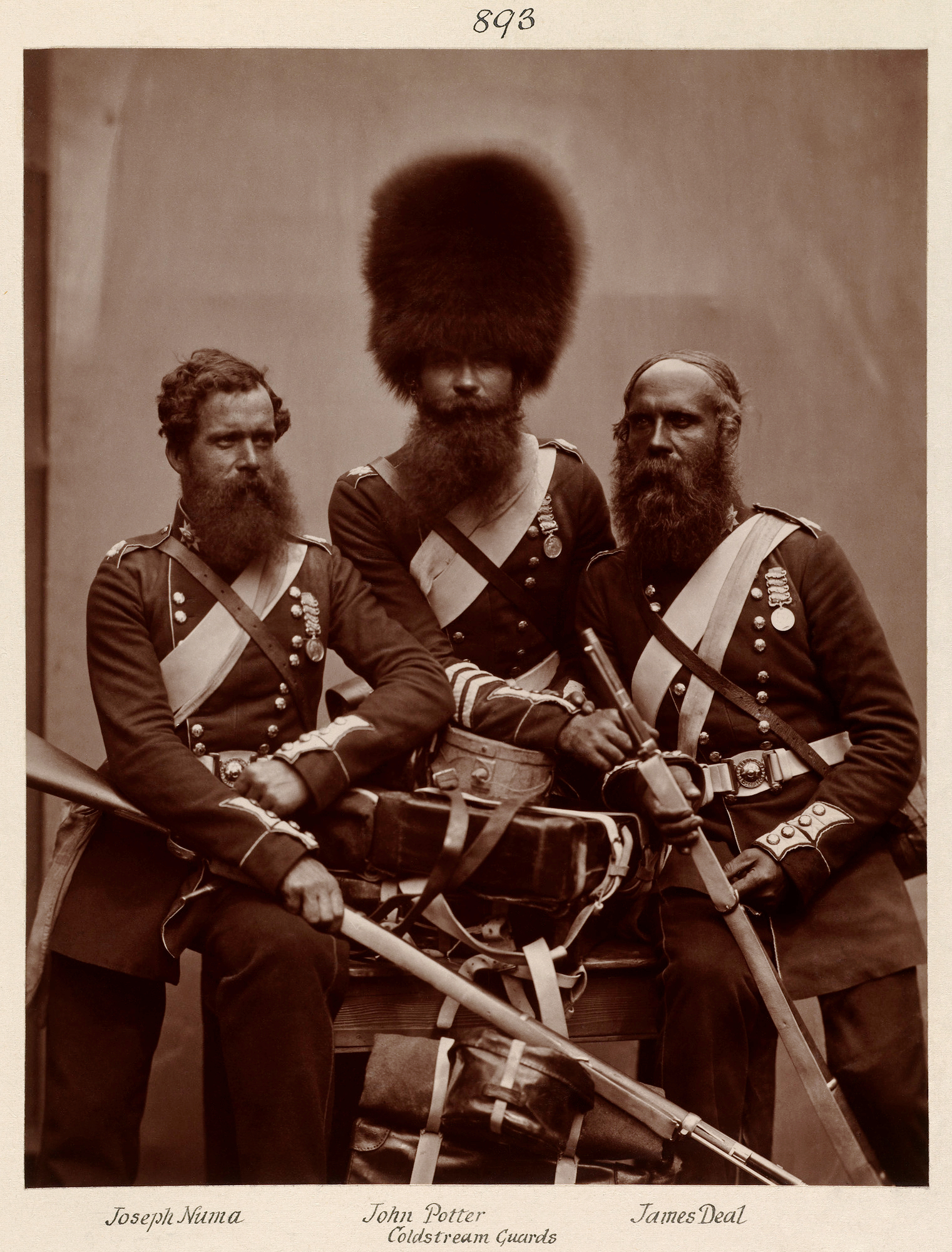
克里米亞戰爭：約瑟夫·努馬、約翰·波特和高士廉衛隊的占士·迪爾
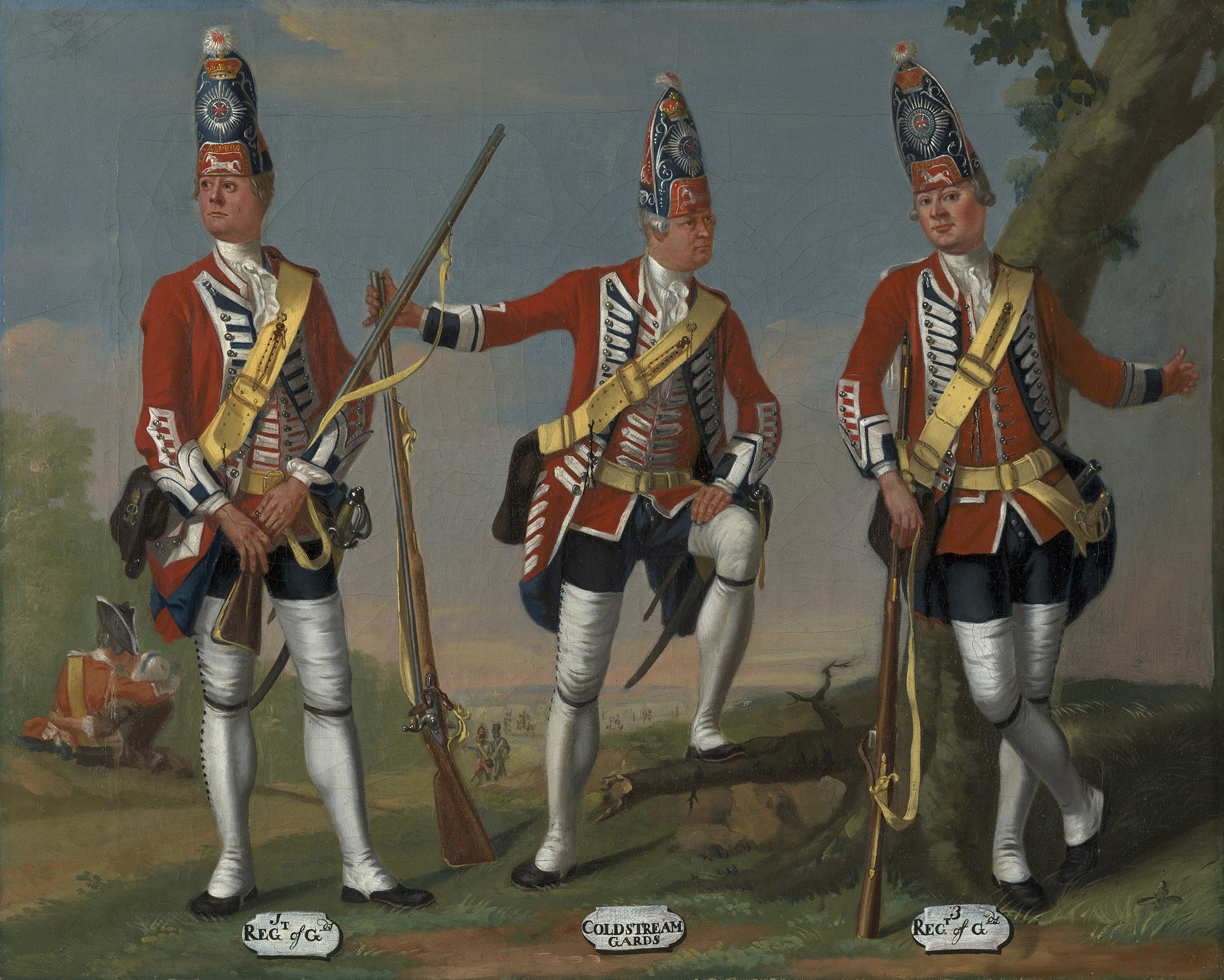
1751年的英國步兵衛隊

### 海外派駐（1685-1900年）
高士廉步兵衛隊在法蘭德斯和蒙茅斯叛亂中服役，包括參加了1685年決定性的塞奇高沼戰役。該團參加了1689年的瓦爾庫爾之戰，內爾溫登戰役和1695年納莫爾圍城戰。
1760年，第2營被派往德國，在不倫瑞克的斐迪南親王的指揮下作戰，並參加了威廉斯塔爾戰役和阿蒙堡城堡的戰鬥。三個連總計307人，由高士廉步兵衛隊指揮官愛德華·馬修上校指揮下，參加了美國獨立戰爭。
高士廉步兵衛隊在反對法國大革命的戰爭和拿破崙戰爭中有廣泛的貢獻。在賴夫·阿伯克隆比爵士的指揮下，在埃及擊敗了法軍。1807年參與了圍困哥本哈根。1809年1月航行往葡萄牙加入第一代威靈頓公爵阿瑟·韋爾斯利率領的部隊。1814年參加了在法國的貝雲戰役，在貝雲那裡有一塊墓地紀念他們。第2營參加了遠征瓦爾赫倫島。其後，在滑鐵盧戰役期間作為在烏古蒙宅邸駐守的第2衛兵旅一部分，第2營一整天都在抵禦法軍的進攻。這次防禦戰被認為是該團最偉大的功績之一，每年都會在士官食堂舉行"Hanging the Brick"的年度典禮以紀念占士·葛拉咸下士和占士·麥唐納中校在法軍進攻後緊閉北面隘口的努力。威靈頓公爵本人在戰役結束後宣佈 "戰役的成功始於封閉烏古蒙隘口"。
該團後來成為佔領巴黎的英國佔領軍一部分，直到1816年。
在克里米亞戰爭期間，高士廉步兵衛隊參加了阿爾馬河，因克爾曼和塞瓦斯托波爾的戰鬥。返國後，該團的四名人員被授予新設立的維多利亞十字勳章。
1855年獲得現時的名稱高士廉衛隊。1882年被派往埃及對抗艾哈邁德·奧拉比的叛亂，並於1885年被派往參加薩瓦金戰役。1897年高士廉衛隊增設了第3營。第1和第2營在第二次波耳戰爭爆發時被派往南非。

### 1900年至今

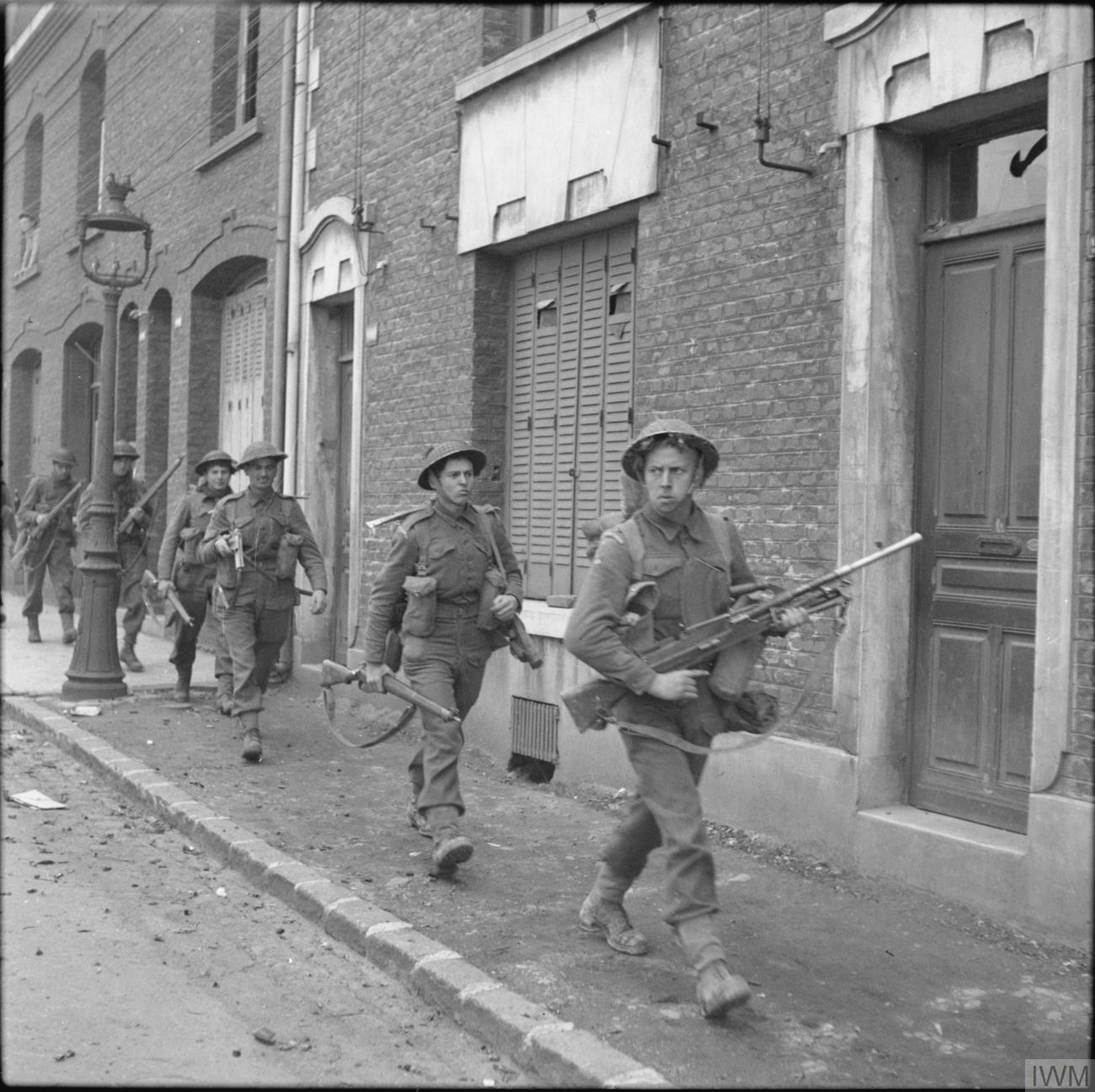
第二次世界大戰 –1944年9月1日，高士廉衛隊第5營進入阿拉斯

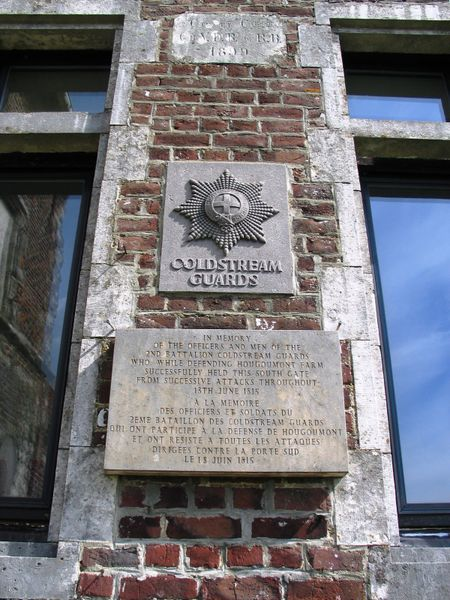
滑鐵盧 –在烏古蒙的徽章

在第一次世界大戰爆發時，高士廉衛隊是英國對德宣戰後第一批抵達法國的英國兵團之一。在接下來的作戰中遭受了重大損失，更有兩次失去了所有軍官。第1營在第一次伊珀爾戰役中幾乎被殲滅: 到11月1日，第1營只剩下150人和中尉軍需官。該團在蒙斯，洛斯，索姆河，然希和第三次伊珀爾戰役中作戰。其後還組建了第4營(輕工兵)，該營於1919年在戰後解散。而第5預備役營在解散前從未離開過英國。
當第二次世界大戰開始時，高士廉衛隊第1和第2營是在法國的英國遠征軍（BEF）一部分;而第3營則正在中東進行海外派駐。在戰爭期間，還額外組建了第4和第5營。兩營官兵執行了範圍廣泛的戰鬥角色，在北非和歐洲戰場，作為近衛裝甲師的下馬步兵。第4營於1940年首次成為摩托化步兵，然後在1943年成為裝甲兵營。
高士廉衛隊人員在戰爭結束時放棄了他們的戰車，新的營隊被解散分配到第1和第2衛兵訓練營。
戰後，第1和第3營在巴勒斯坦駐守。第2營在馬來亞緊急狀態時駐紮在馬來亞。第3營於1959年被置於暫時停止運作狀態。其餘的營在1959年至1962年的茅茅起義期間執勤，1964年在亞丁，1965年在毛裡裘斯，1974年在土耳其入侵賽普勒斯，1969年後數次在北愛爾蘭駐守。
高士廉衛隊軍樂隊是1985年在溫布萊的拯救生命慈善音樂會演出的第一幕。是為威爾斯親王和王妃所演奏。
第1營於1986至88年曾派往香港駐紮在赤柱軍營，擔任駐港英軍的步兵部隊。
1991年，第1營被派往參加波斯灣戰爭，在那裡參與了處理有關戰俘和其他任務。1993年由於應變縮編計劃，第2營被置於中止運作狀態。
第1營在90年代的大部分時間都駐紮在德國明斯特，隸屬第4裝甲旅，使用戰士裝甲運兵車擔任裝甲步兵的角色。1993至94年作為聯合國與維和部隊的裝甲步兵營在波斯尼亞執行維和任務。
2001年被派往北愛爾蘭德里，部署為期兩年。然後於2005年4月部署到伊拉克，與駐紮在該國南部的第12機械化旅其餘部隊一起進行了為期六個月的輪值。該營於5月2日在阿馬拉附近和10月18日在巴斯拉損失了兩名士兵。
國防大臣彭德於2007年7月19日宣佈該營將作為第52步兵旅的一部分被派往阿富汗。2008年3月，該團成員在與阿富汗國民軍巡邏時發現了一個塔利班酷刑室。
2009年10月在赫裡克行動中被部署到阿富汗中部赫爾曼德省的巴巴吉地區，在2010年2月的莫赫塔拉克行動中發揮了重要作用。
2010年英國國防總檢前，第1營是配屬在第12機械化旅，擔任輕步兵角色。該營在陸軍2020改革下，作為執行公職/儀仗司禮的營隊被轉移到倫敦軍區，然後在2019年加入第11步兵旅。到2025年將配屬到第1師的第4輕步兵旅作戰團。

## 結構
- 高士廉衛隊總部，位於倫敦的威靈頓軍營（英语：Wellington Barracks）[14][15][16]
- 第1營，位於溫莎的域多利軍營（英语：Victoria Barracks, Windsor） (是隸屬第11步兵旅（英语：11th Security Force Assistance Brigade）的輕步兵營)[17][18][19][20][21][22]
  - 營部[19]
  - 總部連[19]
  - 第一連 (高級連)[19]
  - 第二連[19]
  - 第三連[19]
  - 第四連 (火力支援連) (連隊包括高士廉衛隊鼓樂隊（英语：corps of drums）)[10][18][19]
- 第七連，駐紮在倫敦的威靈頓軍營（英语：Wellington Barracks） (為承擔在倫敦和溫莎的儀仗司禮而成立的增額步兵連（英语：British Army incremental infantry companies）之一[23]，該連並繼續維繫已於1993年中止運作的舊第2營的傳統和軍旗)[16][18][24][25]
- 第十七連 (預備役)，原倫敦兵團駐咸默史密夫的F連(來福槍)，隨著國防綜合審查（英语：Integrated Review）被重新編組成為高士廉衛隊第十七連[26]
- 高士廉衛隊軍樂隊（英语：Band of the Coldstream Guards），位於倫敦的威靈頓軍營（英语：Wellington Barracks） [16][17][18][27][28]

前往桑赫斯特皇家軍事學院或步兵戰鬥學校受訓的新軍官組成了第13連，而在步兵訓練中心的衛兵則組成了第14連。

## 任務

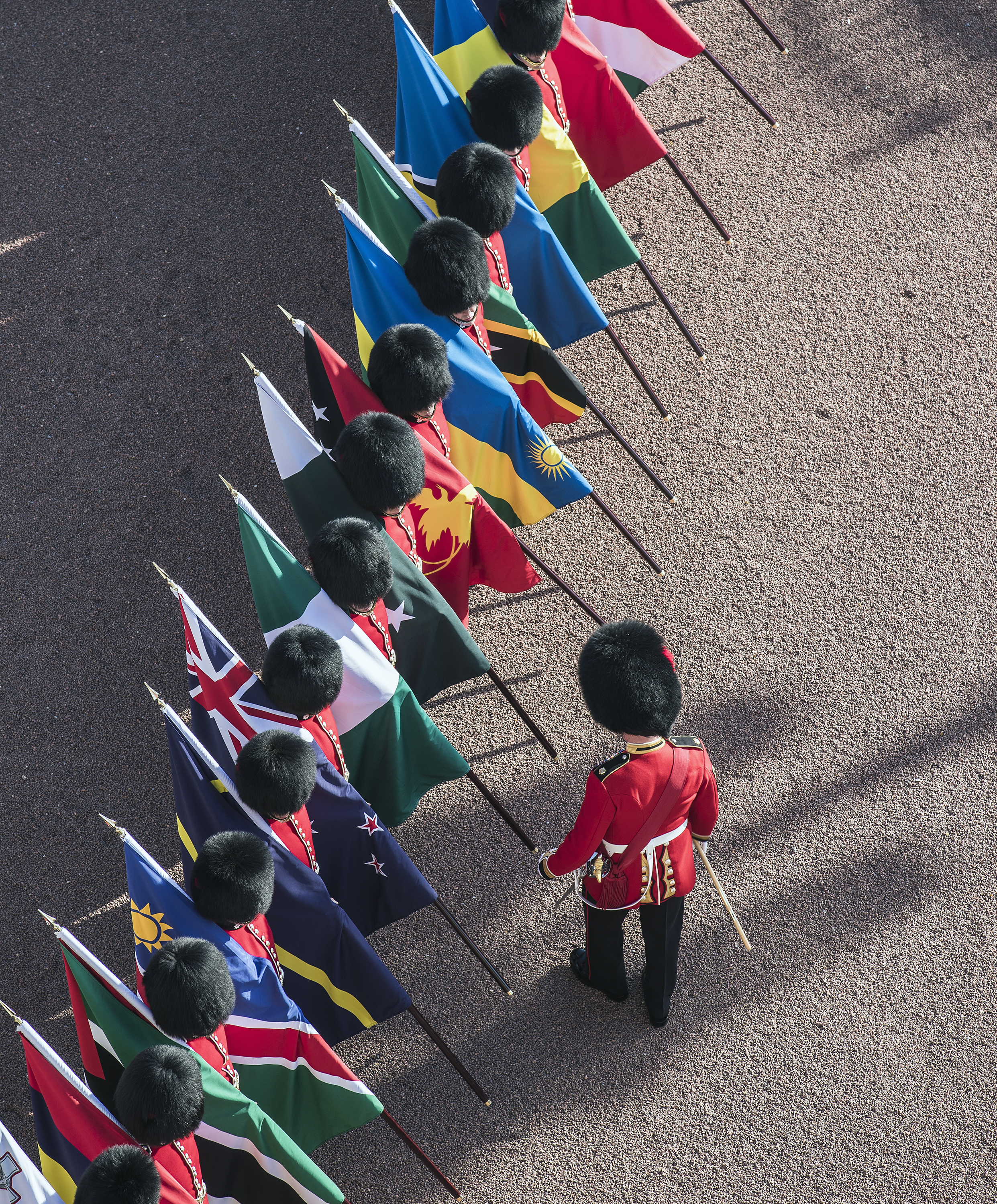
高士廉衛隊第1營在白金漢宮前院擔任执旗手

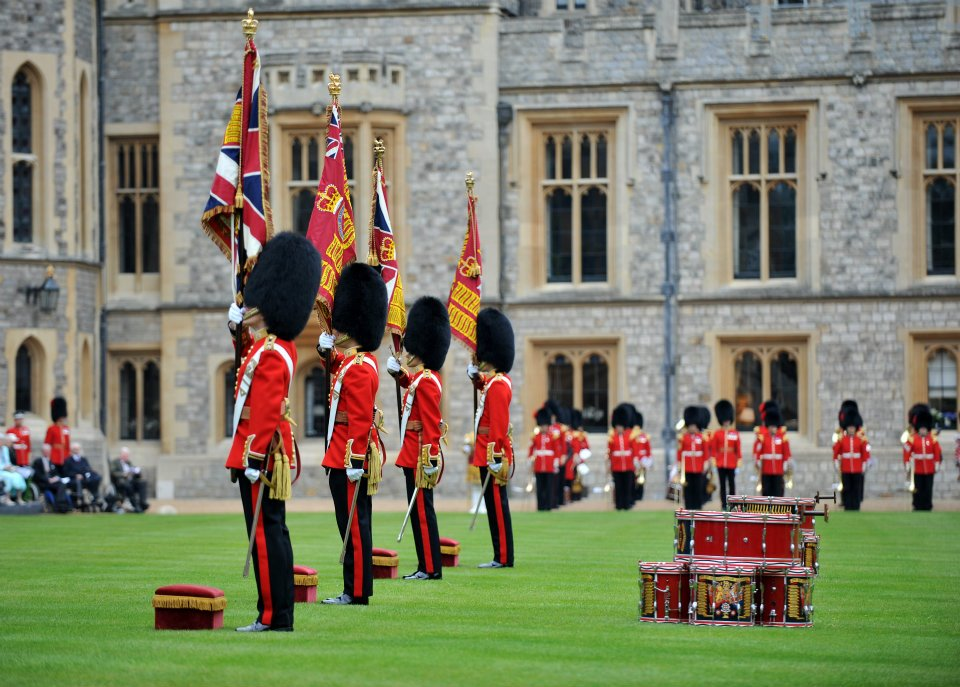
高士廉衛隊卸下他們的舊軍旗，並從英王陛下那裡獲得新的軍旗

目前，第1營和第7連最突出的任務是作為英國御林軍在倫敦和溫莎履行儀仗司禮的職責。在作戰方面，高士廉衛隊目前扮演輕步兵的角色。第1營駐紮在溫莎的域多利軍營，作為一支作戰輕步兵營。
2027年，第1營將會從愛爾蘭衛隊第1營手中接管安全援助部隊的任務。
高士廉衛隊鼓樂隊除了儀仗司禮的職責外，主要是溫莎城堡的衛兵交接儀式的軍樂伴奏，還有擔任部隊的機槍排參與實戰。所有執行公務的衛兵在夏季穿著紅色御林軍制服上衣，在冬季穿著大衣，熊皮帽的右邊插上紅色羽飾。高士廉衛隊軍樂隊在衛兵交接儀式，國事訪問和許多其他活動中演出。
不同於其餘四個步兵衛隊從四個英國構成國中招募新兵，高士廉衛隊有一個特定的招募區域，其中包括1650年蒙克的步兵團從高士廉到倫敦的行軍中經過的郡。而傳統招募區是英格蘭的西南部和東北部。
高士廉衛隊和其他步兵衛隊與英國陸軍傘兵團有著長久的聯繫。完成P連傘兵訓練的衛兵可以選擇被派往傘兵團第3營的御林軍傘降排，傘兵排仍然保持第1(御林軍)獨立傘降連的傳統，這是原第16傘兵旅的探路者小組，該旅現在已更名為英國陸軍第16空中突擊旅級戰鬥隊。

## 傳統

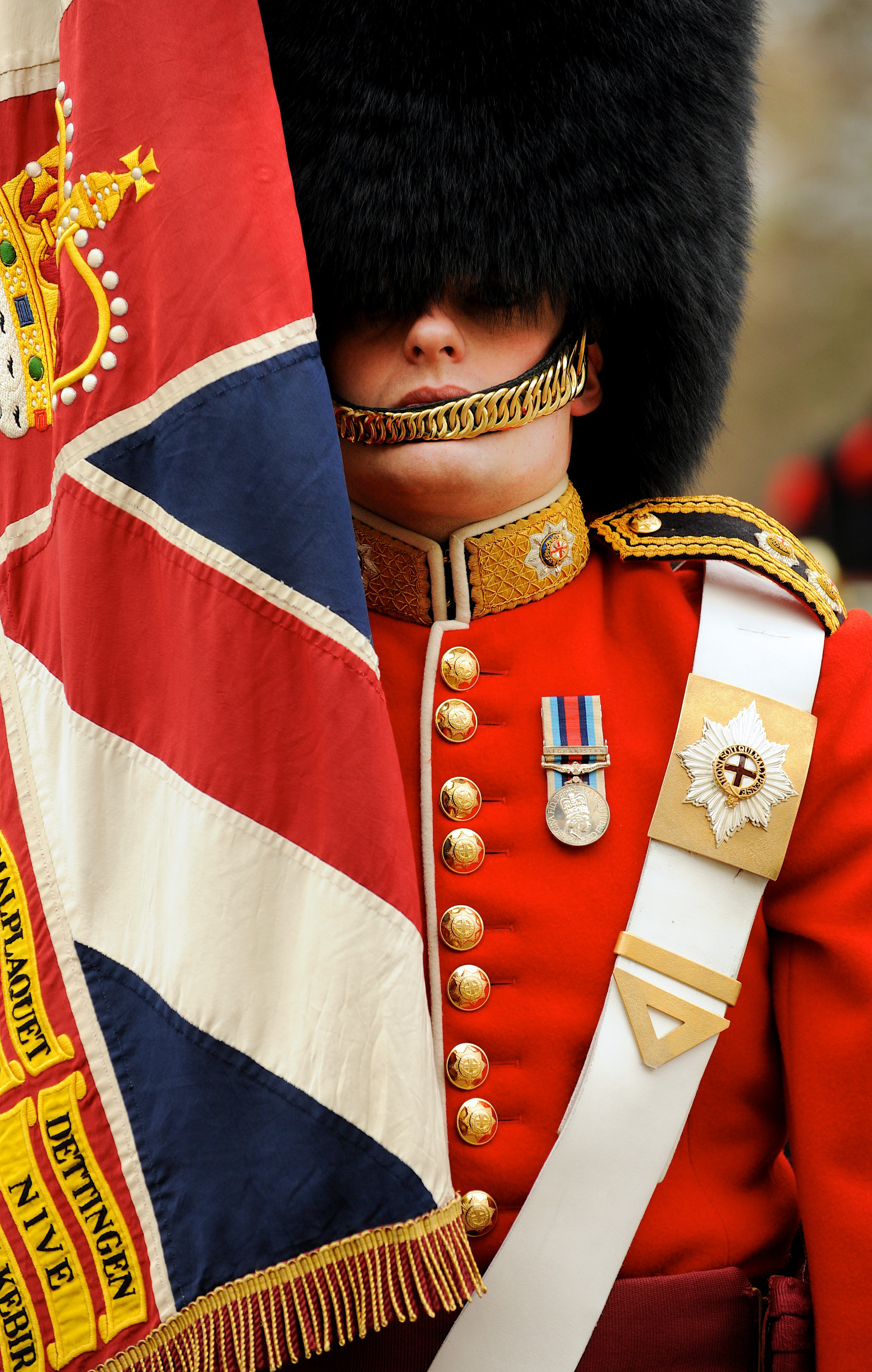
高士廉衛隊中尉和軍團旗。

制服上的一組衣鈕是區分步兵衛隊的常用方法。高士廉衛隊的衣鈕都以兩枚為一組，黃銅紐扣上印有一枚嘉德之星
高士廉衛隊在英國御林軍中資歷排行第二，僅次於擲彈兵衛隊。該團的格言是Nulli Secundus(Second to None, 舉世無雙；其人稱二，無人稱一)，是對該團本來是"步兵衛隊第二團"這一事實的嘲弄，他們從未接受過這一地位，因為其歷史比擲彈兵衛隊更為悠久。
高士廉衛隊的綽號是白百合。該團的一般士兵被稱為衛兵，這是第一次世界大戰後國王佐治五世授予的稱號。成員亦總是被稱為高士廉。

## 訓練
衛兵師的新兵在步兵訓練中心(ITC)接受強化訓練計劃。他們的訓練比英國陸軍提供正規線列步兵的新兵長兩星期。在整個課程中進行的額外培訓致力於操練和儀仗司禮。

## 沿革列表
| 日期           | 全稱               | 全稱                                       |
| -------------- | ------------------ | ------------------------------------------ |
| 1650年－1660年 | 蒙克的步兵軍團     | Monck's Regiment of Foot                   |
| 1661年－1670年 | 蒙克將軍的步兵衛隊 | The Lord General's Regiment of Foot Guards |
| 1670年－1855年 | 高士廉步兵衛隊     | Coldstream Regiment of Foot Guards         |
| 1855年－       | 高士廉衛隊         | The Coldstream Guards                      |

| 前任： 擲彈兵衛隊 | 步兵部隊的先後排序 | 繼任： 蘇格蘭衛隊 |